# Жовідська сільська рада
Жо́відська сільська́ ра́да — адміністративно-територіальна одиниця та орган місцевого самоврядування у Щорському районі Чернігівської області. Адміністративний центр — село Жовідь.

## Загальні відомості
Жовідська сільська рада утворена в 1919 році.
- Територія ради: 52,968 км²
- Населення ради: 473 особи (станом на 2001 рік)

## Населені пункти
Сільській раді були підпорядковані населені пункти:
- с. Жовідь
- с. Піщанка

## Склад ради
Рада складалася з 12 депутатів та голови.
- Голова ради: Бондар Тамара Миколаївна
- Секретар ради: Ховпун Наталія Володимирівна

### Керівний склад попередніх скликань
| ПІБ                      | Основні відомості                                                 | Дата обрання | Дата звільнення |
| ------------------------ | ----------------------------------------------------------------- | ------------ | --------------- |
| Бондар Тамара Миколаївнв | Сільський голова, 1956 року народження, позапартійна              | 26.03.2006   | 31.10.2010      |
| Бондар Тамара Миколаївна | Сільський голова, 1956 року народження, освіта вища, позапартійна | 31.10.2010   |                 |

Примітка: таблиця складена за даними джерела

### Депутати
За результатами місцевих виборів 2010 року депутатами ради стали:

#### За суб'єктами висування
| Суб'єкт висування           | Кількість обраних депутатів | %    |
| --------------------------- | --------------------------- | ---- |
| Партія регіонів             | 8                           | 66,7 |
| Комуністична партія України | 2                           | 16,7 |
| Народна партія              | 2                           | 16,7 |

#### За округами
| № округу                    | Прізвище, ім'я, по батькові      | Дата визнання обраним | Освіта  | Партійна приналежність            | Відомості про обраного депутата            |
| --------------------------- | -------------------------------- | --------------------- | ------- | --------------------------------- | ------------------------------------------ |
| Комуністична партія України |                                  |                       |         |                                   |                                            |
| 2                           | Чернецька Надія Михайлівна       | 05.11.2010            | середня | член Комуністичної партії України | Жовідська сільська бібліотека, завідувачка |
| 8                           | Шеремет Надія Леонідівна         | 05.11.2010            | середня | позапартійна                      | ПСП «Яна Плюс», обліковець                 |
| Народна Партія              |                                  |                       |         |                                   |                                            |
| 3                           | Тирок Тетяна Василівна           | 05.11.2010            | середня | член Народної партії              | ПСП «Яна Плюс», тваринник                  |
| 7                           | Шкіра Віктор Михайлович          | 05.11.2010            | середня | член Народної партії              | ПСП ім. Ватутіна, ветфельдшер              |
| Партія регіонів             |                                  |                       |         |                                   |                                            |
| 1                           | Гончаренко Микола Володимирович  | 05.11.2010            | середня | член Партії регіонів              | тимчасово не працює                        |
| 4                           | Трясухо Тетяна Іванівна          | 05.11.2010            | середня | позапартійна                      | Магазин, продавець                         |
| 5                           | Шеремет Олександр Олександрович  | 05.11.2010            | середня | позапартійний                     | ПСП «Яна Плюс», завідувач фермою           |
| 6                           | Гайдала Ганна Іванівна           | 05.11.2010            | середня | позапартійна                      | пенсіонер                                  |
| 9                           | Войченко Вікторія Вікторівна     | 05.11.2010            | середня | позапартійна                      | Жовідська сільська рада, бухгалтер         |
| 10                          | Ховпун Наталія Володимирівна     | 05.11.2010            | середня | позапартійна                      | Сільська рада, секретар                    |
| 11                          | Мартиненко Олександра Миколаївна | 05.11.2010            | середня | член Партії регіонів              | пенсіонер                                  |
| 12                          | Юрченко Микола В'ячеславович     | 05.11.2010            | середня | член Партії регіонів              | пенсіонер                                  |